# 所得革命
所得革命（しょとくかくめい）とは、経済において見られる現象。

## 概要
国内においての富の分配が平等に近く行われるようになり、国民間の所得の不平等が減少していくということ。
この言葉はサイモン・クズネッツの著書（Shares of upper income groups in income and saving.）で使用されて以降急速に広まった。クズネッツによる報告ではアメリカ合衆国の最上位層1％が占める所得の比率が1920年代ならば全体の13.42％であったが、1940年代には9.9％を占めるまでになっている。同様に上位5％の占める比率も32.2％から17.6％へと減少している。
郊外の広い家に家電が揃い、休日には家族で旅行に行くといった裕福な家庭を見てみた場合、朝鮮戦争以前だったらこの家庭は中産階級に属し父親の職業もほぼ見当が付いたが、1960年ごろにこれを示されても父親の職業や社会的地位については全く見当が付かなくなってしまった。つまり年収5500ドルのトラック運転手かもしれないし、年収7000ドルの大学教授かもしれないし、年収8000ドルの生命保険セールスマンかもしれないし、年収9000ドルの熟練労働者かもしれないし、年収15000ドルのパイロットかもしれないし、年収18000ドルの重役かもしれないということであり、生活様式を見ただけはブルーカラーとホワイトカラーの見分けが付かなくなったということである。